# Tanjunghurip
Tanjunghurip is een bestuurslaag in het regentschap Sumedang van de provincie West-Java, Indonesië. Tanjunghurip telt 2085 inwoners (volkstelling 2010).